# Julia (Lied)
Julia ist ein Lied der britischen Band The Beatles, das am 22. November 1968 auf dem Doppel-Album The Beatles als letzter Titel der ersten LP erschien.

## Hintergrund
Julia gehört zu den Liedern, die John Lennon während des Indienbesuchs der Beatles komponierte. Als Copyright ist Lennon/McCartney angegeben. Wie bei Dear Prudence begleitet sich Lennon auf der Gitarre im zu dem Zeitpunkt erst kurz zuvor von Donovan in Indien erlernten Fingerpicking-Stil. Im Text singt John ebenfalls von einem “ocean child”, womit Yoko Ono gemeint ist. Der japanische Vorname Yoko heißt übersetzt ‚Meereskind‘.
Julia gehört zu den Esher-Demos, die Ende Mai 1968 im Haus von George Harrison aufgenommen wurden.
In einem Interview mit dem Magazin Playboy im Jahr 1980 bestätigte John Lennon, dass er Julia für seine Mutter Julia Lennon und für Yoko Ono geschrieben habe:
Playboy: “Her name was Julia, wasn't it? Is she the Julia of your song of that name on ‘The White Album?’”

Lennon: “The song is for her – and for Yoko.”

(Quelle: Playboy-Interview mit John Lennon und Yoko Ono; US-amerikanische Ausgabe vom Januar 1981)
Nachdem sich Lennons Eltern früh getrennt hatten, gab seine Mutter ihn zu seiner Tante Mimi, sodass er seine Mutter nur selten zu sehen bekam. Als er als Jugendlicher gerade wieder eine stärkere Beziehung zu ihr aufbaute, wurde sie von einem angetrunkenen Polizisten überfahren. Dies war ein schwerer Einschnitt in Lennons Leben, der seine zynische und teilweise depressive Persönlichkeit prägte, und den er auch später mit Arthur Janovs Primärtherapie zu verarbeiten suchte.
Lennon: “That was another big trauma for me. I lost her twice. Once when I was moved in with my auntie. And once again at seventeen when she actually, physically died. That was very traumatic for me. That was really a hard time for me. It made me very, very bitter.”

(Quelle: Playboy-Interview mit John Lennon und Yoko Ono; US-amerikanische Ausgabe vom Januar 1981)

## Aufnahme
Die Aufnahmen für Julia fanden am 13. Oktober 1968 in den Londoner Abbey Road Studios statt. An diesen Aufnahmen war nur John Lennon beteiligt, der die akustische Gitarre spielte und den Titel sang. Mithilfe des Overdubbing-Verfahrens fügte er auch die zusätzlichen Gesangsteile hinzu. Es ist das einzige Stück der Beatles, auf dem ausschließlich John Lennon zu hören ist. Produziert wurde das Lied von George Martin.

## Veröffentlichungen
- Am 22. November 1968 erschien in Deutschland das 13. Beatles-Album The Beatles, auf dem Julia enthalten ist. In Großbritannien wurde das Album ebenfalls am 22. November veröffentlicht, dort war es das zehnte Beatles-Album. In den USA erschien das Album drei Tage später, am 25. November, dort war es das 16. Album der Beatles.
- Auf dem im Oktober 1996 erschienenen Anthology 3-Kompilationsalbum ist eine alternative Version (Aufnahme-Take 2) des Liedes enthalten. Zu hören ist dort auch Paul McCartney, der Lennon vom Regieraum des Tonstudios Ratschläge gibt.
- Am 9. November 2018 erschien die 50-jährige Jubiläumsausgabe des neu abgemischten Albums The Beatles (Super Deluxe Box), auf dieser befinden sich bisher unveröffentlichte Versionen (Two rehearsals) von Julia sowie das Esher-Demo in einer neuen Abmischung von Giles Martin und Sam Okell.